# Rhyacophila pascoei
Rhyacophila pascoei là một loài Trichoptera trong họ Rhyacophilidae. Chúng phân bố ở miền Cổ bắc.